# Guillermina Green
Guillermina Green López-Ochoa (Sevilla, España 1924 — Ciudad de México, México 2006) fue una actriz española que trabajó en México, Hollywood, Argentina y Brasil.

## Biografía
Guillermina Green López-Ochoa nació en Sevilla, España en el año de 1924, hija de Don Guillermo Green, óptico inglés radicado en España, desde niña se vislumbra su belleza, y siendo muy joven es descubierta en una calle de su natal Sevilla por el director Florián Rey, quien le da un pequeño papel en la película Polizón a bordo (1941). Enseguida filma pequeñas partes en distintas películas hasta que le llega su gran oportunidad con El escándalo (1943) de José Luis Sáenz de Heredia, junto a Armando Calvo, aunque sus primeros éxitos fueron de la mano del director Jerónimo Mihura Santos, quien consideraba a Guillermina como una de las chicas más guapas de entonces. Las cintas en cuestión fueron: El camino de Babel (1945), Cuando llegue la noche (1946) y Vidas confusas (1947). Poco después formaría parte de la adaptación al cine que de la célebre obra de Miguel de Cervantes Saavedra –El Quijote de la Mancha- haría Rafael Gil, con la participación de Rafael Rivelles, Fernando Rey y Sara Montiel (quien aún era prácticamente desconocida). Después de esta cinta haría dos más en su país natal antes de aceptar la invitación que se le haría para trabajar en México, país al que llega en 1950 y donde logra filmar al lado de estrellas importantes como Emilia Guiú, Agustín Lara, Tito Junco, Lilia Prado, Pedro Infante, Rosario Granados, David Silva, Víctor Junco, Marga López, Lilia del Valle y su paisano Jorge Mistral, muy popular en México, en películas como Mujeres en mi vida (1950), Esposa o amante (1950), También de dolor se canta (1950) (cinta por la que es más recordada en México), y Burlada (1951), que se convirtió en su último trabajo, ya que al conocer y casarse con el productor mexicano Guillermo Calderón, decidió dejar una carrera a la que no volvería jamás para dedicarse de lleno a su esposo y sus hijos, Ana Laura y Guillermo Calderón Green.
En un viaje a España en 1962, Guillermina se fija en lo popular que es la línea de muñecas Mariquita Pérez y decide llevar el concepto a México con el nombre de Juanita Pérez. Las muñecas llegaron a hacerse muy famosas y es en este proyecto en el que pasa ocupada el resto de su vida, hasta su muerte en la Ciudad de México en el año 2006. Su recuerdo perdura y al igual que sus compatriotas Carmen Sevilla, Lola Flores y sobre todo Emilia Guiú y Sara Montiel son recordadas como las españolas que triunfaron en el cine azteca, justo cuando este estaba en su mejor etapa.

## Filmografía

### En España
- 1941 Polizón a bordo
- 1942 Cuarenta y ocho horas
- 1942 No te niegues a vivir
- 1942 Siempre mujeres
- 1943 Cuando pasa el amor
- 1943 El abanderado
- 1943 El escándalo
- 1944 Ana María
- 1944 La noche del martes
- 1944 Santander, la ciudad en llamas
- 1945 El camino de Babel
- 1945 Noche decisiva
- 1946 Cuando llegue la noche
- 1947 Don Quijote de la Mancha
- 1947 Vidas confusas
- 1948 La casa de las sonrisas
- 1948 La mariposa que voló sobre el mar

### En México
- 1950 Esposa o amante
- 1950 Mujeres en mi vida
- 1950 Pecado de ser pobre
- 1950 Pobre corazón
- 1950 También de dolor se canta
- 1950 Una mujer sin destino
- 1951 Burlada

### En Brasil
- 1948 El nocturno deseo
- 1948 Morte no Rio Grande